# Caitlyn Taylor Love
Caitlyn Taylor Love (n. 16 iunie 1994) este o actriță și cântăreață americană. A jucat în serialul Sunt în formație (I'm in the Band), al postului Disney XD. A mai participat și la American's got Talent prima editie. În 2011 a scos primul său videoclip, intitulat „Even If It Kills Me”.

## Filmografie

### Filme
Tyler Perry's Madea's Tough Love (2015) - Wheels, Chris

### TV
- America's Got Talent (2006) - Ea însăși
- I'm in the Band (Sunt în formație, 2009) - Izzy Fuentes